# Tygh Runyan
Tygh Runyan (Vancouver, 13 giugno 1976) è un attore canadese.

## Carriera
È conosciuto per aver interpretato il ruolo di Fabien Marchal, uno dei protagonisti della serie franco-canadese Versailles.

## Filmografia

### Cinema
- Generazione perfetta (Disturbing Behavior), regia di David Nutter (1998)
- S.Y.N.A.P.S.E. - Pericolo in rete (Antitrust), regia di Peter Howitt (2000)
- 15 minuti - Follia omicida a New York (15 Minutes), regia di John Herzfeld (2001)
- K-19 (K-19: The Widowmaker), regia di Kathryn Bigelow (2002)
- Snakes on a Plane, regia di David R. Ellis (2006)
- Boot Camp, regia di Christian Duguay (2007)
- Road to Nowhere, regia di Monte Hellman (2010)
- Blonde, regia di Andrew Dominik (2022)

### Televisione
- Northwood - serie TV, 26 episodi (1992-1994)
- John Doe - serie TV, episodio 1x03 (2002)
- The L Word - serie TV, 3 episodi (2004-2005)
- Traffic - serie TV, 3 episodi (2004)
- Battlestar Galactica - serie TV, episodi 3x11-3x12 (2006-2007)
- Eureka - serie TV, episodio 2x07 (2007)
- Confessions of a Go Go Girl, regia di Grant Harvey – film TV (2008)
- Stargate Universe  - serie TV, 5 episodi (2009-2010)
- The Listener - serie TV, episodio 5x06 (2014)
- Versailles - serie TV, 30 episodi (2015-2018)
- Motive - serie TV, episodio 4x06 (2016)

## Doppiatori italiani
Nelle versioni in italiano delle opere in cui ha recitato, Tygh Runyan è stato doppiato da:
- Roberto Gammino in Generazione perfetta, S.Y.N.A.P.S.E. - Pericolo in rete (ridoppiaggio)
- Nanni Baldini in S.Y.N.A.P.S.E. - Pericolo in rete
- Riccardo Rossi in The L Word (ep. 1x12-13)
- Stefano Crescentini in The L Word (ep. 2x01)
- Valerio Sacco in Snakes on a Plane
- David Chevalier in Stargate Universe (st. 1)
- Vittorio De Angelis in Stargate Universe (st. 2)
- Andrea Lavagnino in Versailles
- Massimo De Ambrosis in Blonde